# Liste des monuments historiques de l'arrondissement de Cherbourg
Cet article recense les monuments historiques situés dans l'arrondissement de Cherbourg, dans le département de la Manche.
| Monument | Commune                                                     | Adresse              | Coordonnées                        | Notice                                                                     | Protection      | Date                             | Illustration |
| --- | ----------------------------------------------------------- | -------------------- | ---------------------------------- | -------------------------------------------------------------------------- | --------------- | -------------------------------- | --- |
| Château d'Amfreville | Amfreville                                                  |                      | 49° 24′ 55″ nord, 1° 23′ 03″ ouest | « PA00110319 »                                                             | Inscrit         | 30 mars 1965                     | Château d'Amfreville |
| Maison d'Anneville | Anneville-en-Saire                                          |                      | 49° 38′ 01″ nord, 1° 17′ 19″ ouest | « PA00110320 »                                                             | Inscrit         | 5 mai 1975                       | Maison d'Anneville |
| Château du Tourps | Anneville-en-Saire                                          |                      | 49° 38′ 35″ nord, 1° 16′ 13″ ouest | « PA50000034 »                                                             | Inscrit         | 25 août 2005                     | Château du Tourps |
| Église Saint-Nicolas | Barfleur                                                    |                      | 49° 40′ 22″ nord, 1° 15′ 36″ ouest | « PA00110330 »                                                             | Inscrit         | 21 octobre 1988                  | Église Saint-Nicolas |
| Croix ancienne du cimetière | Barfleur                                                    |                      | 49° 40′ 22″ nord, 1° 15′ 36″ ouest | « PA00110329 »                                                             | Inscrit         | 21 octobre 1988                  | Croix ancienne du cimetière |
| Église Saint-Germain de Barneville | Barneville-Carteret                                         |                      | 49° 22′ 51″ nord, 1° 45′ 05″ ouest | « PA00110331 »                                                             | Classé          | 26 décembre 1906                 | Église Saint-Germain de Barneville |
| Manoir de Graffard | Barneville-Carteret                                         |                      | 49° 23′ 18″ nord, 1° 44′ 41″ ouest | « PA00135505 »                                                             | Inscrit         | 16 juin 1995                     | Manoir de Graffard |
| Vestiges de l'ancien corps de garde de Carteret | Barneville-Carteret                                         |                      | 49° 22′ 21″ nord, 1° 48′ 33″ ouest | « PA00135504 »                                                             | Inscrit         | 24 novembre 1995                 | Vestiges de l'ancien corps de garde de Carteret |
| Clocher de l'église | Benoîtville                                                 |                      | 49° 31′ 39″ nord, 1° 46′ 50″ ouest | « PA00110334 »                                                             | Inscrit         | 24 janvier 1947                  | Clocher de l'église |
| Église Saint-Florent | Besneville                                                  |                      | 49° 22′ 04″ nord, 1° 37′ 42″ ouest | « PA00125299 »                                                             | Inscrit         | 6 septembre 1993                 | Église Saint-Florent |
| Église Saint-Brice | Beuzeville-au-Plain                                         |                      | 49° 25′ 52″ nord, 1° 17′ 10″ ouest | « PA00110337 »                                                             | Inscrit         | 28 février 1967                  | Église Saint-Brice |
| Château de Mariéville | Beuzeville-au-Plain                                         |                      | 49° 25′ 50″ nord, 1° 16′ 56″ ouest | « PA50000035 »                                                             | Inscrit         | 25 août 2005                     | Château de Mariéville |
| Château de Plain-Marais (façades et toitures, douves avec leur pont et les balustres) | Beuzeville-la-Bastille                                      |                      | 49° 21′ 10″ nord, 1° 22′ 21″ ouest | « PA00110338 »                                                             | Inscrit         | 5 mai 1975                       | Château de Plain-Marais (façades et toitures, douves avec leur pont et les balustres) |
| Château de Plain-Marais (jardin bastionné du château) | Beuzeville-la-Bastille                                      |                      | 49° 21′ 10″ nord, 1° 22′ 21″ ouest | « PA00110338 »                                                             | Inscrit         | 11 février 1998                  | Château de Plain-Marais (jardin bastionné du château) |
| Allée couverte | Bretteville-en-Saire                                        |                      | 49° 38′ 49″ nord, 1° 30′ 36″ ouest | « PA00110341 »                                                             | Classé          | 1862                             | Allée couverte |
| Château de Bricquebec | Bricquebec-en-Cotentin                                      |                      | 49° 28′ 13″ nord, 1° 37′ 57″ ouest | « PA00110344 »                                                             | Classé          | 1840                             | Château de Bricquebec |
| Château des Galleries | Bricquebec-en-Cotentin                                      |                      | 49° 28′ 18″ nord, 1° 38′ 03″ ouest | « PA00110345 »                                                             | Inscrit         | 22 février 1958                  | Image manquante Téléverser |
| Grande maison (manoir et chapelle) | Bricquebosq                                                 |                      | 49° 32′ 36″ nord, 1° 43′ 46″ ouest | « PA00110346 »                                                             | Classé          | 5 octobre 1982                   | Grande maison (manoir et chapelle) |
| Grande maison (façades, toitures des communs, colombier et cheminée) | Bricquebosq                                                 |                      | 49° 32′ 36″ nord, 1° 43′ 46″ ouest | « PA00110346 »                                                             | Inscrit         | 5 octobre 1982                   | Grande maison (façades, toitures des communs, colombier et cheminée) |
| Clocher de l'église Saint-Martin | Brillevast                                                  |                      | 49° 37′ 41″ nord, 1° 24′ 50″ ouest | « PA00110347 »                                                             | Classé          | 13 mars 1978                     | Clocher de l'église Saint-Martin |
| Colombier du manoir du Val | Brix                                                        |                      | 49° 32′ 44″ nord, 1° 36′ 01″ ouest | « PA00110348 »                                                             | Inscrit         | 17 mars 1975                     | Image manquante Téléverser |
| Église Saint-Hilaire | Brucheville                                                 |                      | 49° 22′ 26″ nord, 1° 12′ 17″ ouest | « PA00110349 »                                                             | Inscrit         | 15 juin 1954                     | Église Saint-Hilaire |
| Église Saint-Hilaire : clocher et travée | Brucheville                                                 |                      | 49° 22′ 26″ nord, 1° 12′ 17″ ouest | « PA00110349 »                                                             | Classé          | 15 juin 1954                     | Église Saint-Hilaire : clocher et travée |
| Château : façades, toitures des communs et de la boulangerie | Carneville                                                  |                      | 49° 39′ 38″ nord, 1° 26′ 40″ ouest | « PA00110357 »                                                             | Inscrit         | 28 juillet 1975                  | Château : façades, toitures des communs et de la boulangerie |
| Manoir de Franquetot et communs | Carquebut                                                   |                      | 49° 22′ 33″ nord, 1° 18′ 03″ ouest | « PA00135506 »                                                             | Inscrit         | 1er juin 1995                    | Manoir de Franquetot et communs |
| Église Sainte-Colombe | Chef-du-Pont                                                |                      | 49° 23′ 13″ nord, 1° 20′ 32″ ouest | « PA00110363 »                                                             | Inscrit         | 25 février 1958                  | Église Sainte-Colombe |
| Église Notre-Dame du Vœu | Cherbourg-en-Cotentin (Cherbourg-Octeville)                 |                      | 49° 38′ 10″ nord, 1° 37′ 42″ ouest | « PA50000041 »                                                             | Inscrit         | 20 décembre 2006                 | Église Notre-Dame du Vœu |
| Statue de Bricqueville | Cherbourg-en-Cotentin (Cherbourg-Octeville)                 |                      | 49° 38′ 25″ nord, 1° 37′ 18″ ouest | « PA50000048 »                                                             | Inscrit         | 18 août 2006                     | Statue de Bricqueville |
| Statue de Napoléon Ier | Cherbourg-en-Cotentin (Cherbourg-Octeville)                 |                      | 49° 38′ 35″ nord, 1° 37′ 27″ ouest | « PA50000049 »                                                             | Classé          | 24 juillet 2008                  | Statue de Napoléon Ier |
| Statue de Jean-François Millet | Cherbourg-en-Cotentin (Cherbourg-Octeville)                 |                      | 49° 37′ 56″ nord, 1° 36′ 53″ ouest | « PA50000050 »                                                             | Inscrit         | 18 août 2006                     | Statue de Jean-François Millet |
| Basilique Sainte-Trinité | Cherbourg-en-Cotentin (Cherbourg-Octeville)                 |                      | 49° 38′ 31″ nord, 1° 37′ 24″ ouest | « PA00110365 »                                                             | Inscrit Inscrit | 14 mars 1944 2 septembre 2015    | Basilique Sainte-Trinité |
| abbaye Notre-Dame du Vœu : porte de l'ancienne abbatiale, déplacée dans le jardin public | Cherbourg-en-Cotentin (Cherbourg-Octeville)                 |                      | 49° 37′ 56″ nord, 1° 36′ 59″ ouest | « PA00110366 »                                                             | Classé          | 9 juillet 1909                   | abbaye Notre-Dame du Vœu : porte de l'ancienne abbatiale, déplacée dans le jardin public |
| Abbaye Notre-Dame du Vœu | Cherbourg-en-Cotentin (Cherbourg-Octeville)                 |                      | 49° 38′ 50″ nord, 1° 38′ 30″ ouest | « PA00110364 »                                                             | Classé          | 9 septembre 2002                 | Abbaye Notre-Dame du Vœu |
| Hôtel de l'ancienne douane | Cherbourg-en-Cotentin (Cherbourg-Octeville)                 |                      | 49° 38′ 21″ nord, 1° 37′ 08″ ouest | « PA00110367 »                                                             | Inscrit         | 16 février 1965                  | Hôtel de l'ancienne douane |
| Jardin botanique de la Roche Fauconnière | Cherbourg-en-Cotentin (Cherbourg-Octeville)                 |                      | 49° 37′ 25″ nord, 1° 37′ 18″ ouest | « PA00110368 »                                                             | Inscrit         | 29 décembre 1978                 | Jardin botanique de la Roche Fauconnière |
| Théâtre à l'italienne de Cherbourg | Cherbourg-en-Cotentin (Cherbourg-Octeville)                 |                      | 49° 38′ 16″ nord, 1° 37′ 23″ ouest | « PA00110369 »                                                             | Classé          | 28 décembre 1984                 | Théâtre à l'italienne de Cherbourg |
| Gare transatlantique (Hall des trains, voie, façades et toitures du hall des transatlantiques, passerelles d'embarquement)                                                                                           | Cherbourg-en-Cotentin (Cherbourg-Octeville)                 |                      | 49° 38′ 43″ nord, 1° 37′ 03″ ouest | « PA00110648 »                                                             | Inscrit         | 27 décembre 1989                 | Gare transatlantique (Hall des trains, voie, façades et toitures du hall des transatlantiques, passerelles d'embarquement)                                                                                           |
| Gare transatlantique (hall des transatlantiques) | Cherbourg-en-Cotentin (Cherbourg-Octeville)                 |                      | 49° 38′ 47″ nord, 1° 37′ 01″ ouest | « PA00110648 »                                                             | Inscrit         | 16 août 2000                     | Gare transatlantique (hall des transatlantiques) |
| Batterie du fort du Roule | Cherbourg-en-Cotentin (Cherbourg-Octeville)                 |                      | 49° 37′ 50″ nord, 1° 36′ 50″ ouest | « PA00135507 »                                                             | Classé          | 23 février 1995                  | Batterie du fort du Roule |
| Hôtel Atlantique | Cherbourg-en-Cotentin (Cherbourg-Octeville)                 |                      | 49° 38′ 30″ nord, 1° 36′ 45″ ouest | « PA50000019 »                                                             | Inscrit         | 9 octobre 2001                   | Hôtel Atlantique |
| Hôtel de ville | Cherbourg-en-Cotentin (Cherbourg-Octeville)                 |                      | 49° 38′ 33″ nord, 1° 37′ 32″ ouest | « PA50000028 »                                                             | Inscrit         | 3 août 2004                      | Hôtel de ville |
| Église Saint-Martin d'Octeville | Cherbourg-en-Cotentin (Cherbourg-Octeville)                 |                      | 49° 37′ 32″ nord, 1° 38′ 33″ ouest | « PA00110528 »                                                             | Inscrit         | 17 avril 1943                    | Église Saint-Martin d'Octeville |
| Domaine Emmanuel-Liais | Cherbourg-en-Cotentin (Cherbourg-Octeville)                 |                      | 49° 38′ 34″ nord, 1° 37′ 48″ ouest | « PA50000083 »                                                             | Inscrit         | 2 septembre 2015                 | Domaine Emmanuel-Liais |
| Base de lancement de V1 de Brécourt | Cherbourg-en-Cotentin (Cherbourg-Octeville)                 |                      | 49° 39′ 05″ nord, 1° 40′ 12″ ouest | « PA00135509 »                                                             | Classé          | 23 février 1995                  | Image manquante Téléverser |
| Ancienne redoute du Tôt | Cherbourg-en-Cotentin (Cherbourg-Octeville)                 |                      | 49° 38′ 29″ nord, 1° 39′ 41″ ouest | « PA00110670 »                                                             | Inscrit         | 27 août 1992                     | Ancienne redoute du Tôt |
| Ancienne redoute des Couplets | Cherbourg-en-Cotentin (Cherbourg-Octeville)                 |                      | 49° 39′ 02″ nord, 1° 39′ 50″ ouest | « PA00132688 »                                                             | Inscrit         | 24 mars 1994                     | Ancienne redoute des Couplets |
| Manoir de la Fieffe | Cherbourg-en-Cotentin (Cherbourg-Octeville)                 |                      | 49° 37′ 08″ nord, 1° 35′ 15″ ouest | « PA00110409 »                                                             | Inscrit         | 15 juin 1977                     | Image manquante Téléverser |
| Rade de Cherbourg : fort des Flamands, de l'île Pelée et digue de Collignon | Cherbourg-en-Cotentin (Cherbourg-Octeville et Tourlaville)  |                      | 49° 39′ 37″ nord, 1° 34′ 50″ ouest | « PA50000097 » « PA50000098 » « PA50000099 »                               | Inscrit         | 15 juillet 2021                  | Rade de Cherbourg : fort des Flamands, de l'île Pelée et digue de Collignon |
| Rade de Cherbourg : digue du Large, fort Central, fort de l'Ouest, fort de l'Est et digue de Querqueville | Cherbourg-en-Cotentin (Cherbourg-Octeville et Querqueville) |                      | 49° 40′ 26″ nord, 1° 37′ 09″ ouest | « PA50000100 » « PA50000101 » « PA50000102 » « PA50000103 » « PA50000104 » | Inscrit         | 15 juillet 2021                  | Image manquante Téléverser |
| Domaine du château | Cherbourg-en-Cotentin (La Glacerie et Tourlaville)          |                      | 49° 37′ 46″ nord, 1° 34′ 00″ ouest | « PA00110621 » « PA00135712 »                                              | Classé          | 4 mars 1996                      | Domaine du château |
| Chapelle Saint-Germain | Cherbourg-en-Cotentin (Querqueville)                        |                      | 49° 39′ 53″ nord, 1° 41′ 54″ ouest | « PA00110550 »                                                             | Classé          | 21 janvier 1850                  | Chapelle Saint-Germain |
| Manoir de la Coquerie | Cherbourg-en-Cotentin (Querqueville)                        |                      | 49° 39′ 36″ nord, 1° 41′ 42″ ouest | « PA00110551 »                                                             | Inscrit         | 18 avril 1973                    | Image manquante Téléverser |
| Rade de Cherbourg : fort de Chavagnac | Cherbourg-en-Cotentin (Querqueville)                        |                      | 49° 40′ 14″ nord, 1° 39′ 53″ ouest | « PA50000096 »                                                             | Inscrit         | 15 juillet 2021                  | Image manquante Téléverser |
| Rade de Cherbourg : fort de Querqueville | Cherbourg-en-Cotentin (Querqueville)                        |                      | 49° 40′ 18″ nord, 1° 40′ 54″ ouest | « PA50000095 »                                                             | Inscrit         | 15 juillet 2021                  | Image manquante Téléverser |
| Manoir de Fontenay | Clitourps                                                   |                      | 49° 39′ 36″ nord, 1° 21′ 27″ ouest | « PA00110657 »                                                             | Inscrit         | 12 octobre 1990                  | Manoir de Fontenay |
| Église Saint-Georges | Colomby                                                     |                      | 49° 27′ 19″ nord, 1° 29′ 41″ ouest | « PA00110372 »                                                             | Classé          | 16 mars 1966                     | Église Saint-Georges |
| Presbytère | Colomby                                                     |                      | 49° 27′ 19″ nord, 1° 29′ 44″ ouest | « PA50000001 »                                                             | Inscrit         | 18 novembre 1996                 | Presbytère |
| Pavillon de Grenneville | Crasville                                                   |                      | 49° 33′ 21″ nord, 1° 19′ 04″ ouest | « PA00132895 »                                                             | Inscrit         | 26 octobre 1994                  | Pavillon de Grenneville |
| Château | Crosville-sur-Douve                                         |                      | 49° 23′ 06″ nord, 1° 29′ 03″ ouest | « PA00110389 »                                                             | Classé          | 6 décembre 2000                  | Château |
| Hangar à dirigeables | Écausseville                                                |                      | 49° 27′ 05″ nord, 1° 22′ 54″ ouest | « PA50000012 »                                                             | Classé          | 7 janvier 2003                   | Hangar à dirigeables |
| Croix des Damiens | Éroudeville                                                 |                      | 49° 28′ 29″ nord, 1° 23′ 39″ ouest | « PA00110395 »                                                             | Inscrit         | 9 juillet 1927                   | Croix des Damiens |
| Chapelle du Bon Sauveur | Étienville                                                  |                      | 49° 22′ 39″ nord, 1° 25′ 42″ ouest | « PA50000042 »                                                             | Inscrit         | 3 mars 2006                      | Chapelle du Bon Sauveur |
| Château de la Cour | Étienville                                                  |                      | 49° 22′ 29″ nord, 1° 26′ 04″ ouest | « PA00110396 »                                                             | Inscrit         | 17 mars 1975                     | Château de la Cour |
| Église Saint-Georges | Étienville                                                  |                      | 49° 22′ 34″ nord, 1° 26′ 04″ ouest | « PA00110397 »                                                             | Inscrit         | 13 mars 1975                     | Église Saint-Georges |
| Presbytère | Étienville                                                  |                      | 49° 22′ 35″ nord, 1° 26′ 04″ ouest | « PA00110398 »                                                             | Inscrit         | 17 mars 1975                     | Presbytère |
| Manoir d'Inthéville | Fermanville                                                 |                      | 49° 41′ 18″ nord, 1° 26′ 15″ ouest | « PA50000023 »                                                             | Inscrit         | 31 octobre 2002                  | Manoir d'Inthéville |
| Stèle à Marie Ravenel | Fermanville                                                 |                      | 49° 40′ 57″ nord, 1° 26′ 49″ ouest | « PA50000052 »                                                             | Inscrit         | 18 août 2006                     | Stèle à Marie Ravenel |
| Phare du Cap Lévi | Fermanville                                                 |                      | 49° 41′ 45″ nord, 1° 28′ 24″ ouest | « PA50000064 »                                                             | Inscrit         | 11 mai 2009                      | Phare du Cap Lévi |
| La Pierre au Rey | Flamanville                                                 |                      | 49° 31′ 21″ nord, 1° 52′ 59″ ouest | « PA00110401 »                                                             | Classé          | 1862                             | La Pierre au Rey |
| Château de Flamanville | Flamanville                                                 |                      | 49° 31′ 36″ nord, 1° 52′ 13″ ouest | « PA00110400 »                                                             | Inscrit         | 6 janvier 1930                   | Château de Flamanville |
| Camp du Castel | Flamanville                                                 |                      | 49° 31′ 41″ nord, 1° 52′ 59″ ouest | « PA00110399 »                                                             | Inscrit         | 23 décembre 1987                 | Camp du Castel |
| Église Saint-Clément | Flottemanville                                              |                      | 49° 28′ 34″ nord, 1° 26′ 41″ ouest | « PA00110402 »                                                             | Inscrit         | 28 décembre 1978                 | Église Saint-Clément |
| Manoir de la Cour | Flottemanville                                              |                      | 49° 28′ 21″ nord, 1° 26′ 31″ ouest | « PA50000060 »                                                             | Inscrit         | 22 décembre 2008                 | Manoir de la Cour |
| Château de Courcy : façades et toitures, jardins | Fontenay-sur-Mer                                            |                      | 49° 29′ 36″ nord, 1° 18′ 38″ ouest | « PA00110403 »                                                             | Inscrit         | 22 février 1968                  | Château de Courcy : façades et toitures, jardins |
| Château de Courcy : intérieur et extérieurs | Fontenay-sur-Mer                                            |                      | 49° 29′ 36″ nord, 1° 18′ 38″ ouest | « PA00110403 »                                                             | Inscrit         | 15 février 1995                  | Château de Courcy : intérieur et extérieurs |
| Château de Franqueville : façades et toitures des communs et de la chapelle | Fontenay-sur-Mer                                            |                      | 49° 29′ 53″ nord, 1° 18′ 58″ ouest | « PA00110404 »                                                             | Inscrit         | 21 octobre 1970                  | Image manquante Téléverser |
| Église Saint-Martin | Fresville                                                   |                      | 49° 26′ 20″ nord, 1° 21′ 23″ ouest | « PA00132896 »                                                             | Inscrit         | 13 juin 1994                     | Église Saint-Martin |
| Église Saint-Pierre : clocher | Gatteville-le-Phare                                         |                      | 49° 41′ 10″ nord, 1° 16′ 58″ ouest | « PA00110406 »                                                             | Classé          | 24 juin 1975                     | Église Saint-Pierre : clocher |
| Église Saint-Pierre | Gatteville-le-Phare                                         |                      | 49° 41′ 10″ nord, 1° 16′ 58″ ouest | « PA00110406 »                                                             | Inscrit         | 24 juin 1975                     | Église Saint-Pierre |
| Chapelle des Marins | Gatteville-le-Phare                                         |                      | 49° 41′ 12″ nord, 1° 16′ 55″ ouest | « PA00110405 »                                                             | Inscrit         | 17 mars 1975                     | Chapelle des Marins |
| Manoir du Broc | Gatteville-le-Phare                                         |                      | 49° 40′ 25″ nord, 1° 18′ 14″ ouest | « PA50000013 »                                                             | Inscrit         | 21 décembre 2000                 | Manoir du Broc |
| Phare de Gatteville | Gatteville-le-Phare                                         |                      | 49° 41′ 47″ nord, 1° 15′ 57″ ouest | « PA50000065 »                                                             | Classé          | 19 juin 2009                     | Phare de Gatteville |
| Sémaphore | Gatteville-le-Phare                                         |                      | 49° 41′ 49″ nord, 1° 15′ 56″ ouest | « PA50000065 »                                                             | Inscrit         | 11 mai 2009                      | Sémaphore |
| Château de la Bretonnière | Golleville                                                  |                      | 49° 26′ 10″ nord, 1° 30′ 07″ ouest | « PA50000067 »                                                             | Inscrit         | 15 mars 2010                     | Château de la Bretonnière |
| Église | Gonneville-Le Theil                                         |                      | 49° 38′ 17″ nord, 1° 27′ 56″ ouest | « PA00110412 »                                                             | Inscrit         | 16 mai 1972                      | Église |
| Château | Gonneville-Le Theil                                         |                      | 49° 38′ 18″ nord, 1° 28′ 01″ ouest | « PA00110411 »                                                             | Inscrit         | 27 septembre 1972                | Château |
| Église | Gouberville                                                 |                      | 49° 41′ 10″ nord, 1° 19′ 21″ ouest | « PA00110413 »                                                             | Inscrit         | 7 avril 1975                     | Église |
| Manoir des Tourelles | Grosville                                                   |                      | 49° 30′ 36″ nord, 1° 44′ 29″ ouest | « PA00110425 »                                                             | Inscrit         | 17 mars 1975                     | Manoir des Tourelles |
| Hague-Dick | La Hague                                                    |                      | 49° 40′ 16″ nord, 1° 50′ 37″ ouest | « PA00110333 » « PA00110390 »                                              | Inscrit         | 10 mai 1988                      | Hague-Dick |
| Manoir de la Madeleine | La Hague                                                    |                      | 49° 40′ 02″ nord, 1° 49′ 54″ ouest | « PA50000026 »                                                             | Inscrit         | 3 novembre 2003                  | Manoir de la Madeleine |
| Maison au Puits | La Hague                                                    |                      | 49° 40′ 55″ nord, 1° 47′ 28″ ouest | « PA00125300 »                                                             | Inscrit         | 31 août 1993                     | Maison au Puits |
| Phare de la Hague | La Hague                                                    |                      | 49° 43′ 19″ nord, 1° 57′ 16″ ouest | « PA50000063 »                                                             | Inscrit         | 11 mai 2009                      | Phare de la Hague |
| Église Saint-Pierre (porche) | La Hague                                                    |                      | 49° 36′ 49″ nord, 1° 49′ 24″ ouest | « PA00110339 »                                                             | Classé          | 12 septembre 1922                | Église Saint-Pierre (porche) |
| Église Saint-Pierre | La Hague                                                    |                      | 49° 36′ 49″ nord, 1° 49′ 23″ ouest | « PA00110339 »                                                             | Classé          | 21 décembre 1994                 | Église Saint-Pierre |
| Église Notre-Dame | La Hague                                                    |                      | 49° 41′ 02″ nord, 1° 54′ 16″ ouest | « PA00110436 »                                                             | Classé          | 26 juin 1972                     | Église Notre-Dame |
| Église Sainte-Colombe | La Hague                                                    |                      | 49° 40′ 30″ nord, 1° 48′ 02″ ouest | « PA00110424 »                                                             | Inscrit         | 2 mars 1971                      | Église Sainte-Colombe |
| Église Saint-Jean-Baptiste | La Hague                                                    |                      | 49° 42′ 09″ nord, 1° 50′ 41″ ouest | « PA00110529 »                                                             | Classé          | 9 juin 1971                      | Église Saint-Jean-Baptiste |
| Manoir de Toutfresville | La Hague                                                    |                      | 49° 35′ 27″ nord, 1° 48′ 01″ ouest | « PA00110634 »                                                             | Inscrit         | 11 juin 1980                     | Image manquante Téléverser |
| Pierres pouquelées | La Hague                                                    |                      | 49° 38′ 59″ nord, 1° 51′ 15″ ouest | « PA00110635 »                                                             | Classé          | 28 janvier 1907                  | Pierres pouquelées |
| Manoir de Vauville | La Hague                                                    |                      | 49° 38′ 08″ nord, 1° 50′ 42″ ouest | « PA00110636 »                                                             | Inscrit         | 5 mai 1972                       | Manoir de Vauville |
| Jardin botanique du château de Vauville | La Hague                                                    |                      | 49° 38′ 07″ nord, 1° 50′ 41″ ouest | « PA00110675 »                                                             | Inscrit         | 20 novembre 1992                 | Jardin botanique du château de Vauville |
| Chapelle du prieuré Saint-Hermel | La Hague                                                    |                      | 49° 38′ 34″ nord, 1° 50′ 46″ ouest | « PA00110637 »                                                             | Inscrit         | 7 février 1975                   | Chapelle du prieuré Saint-Hermel |
| Château de Nacqueville (porte à pont-levis) | La Hague                                                    |                      | 49° 39′ 44″ nord, 1° 43′ 23″ ouest | « PA00110623 »                                                             | Inscrit         | 16 mai 1944                      | Château de Nacqueville (porte à pont-levis) |
| Château de Nacqueville (façades, toitures et parc) | La Hague                                                    |                      | 49° 39′ 44″ nord, 1° 43′ 23″ ouest | « PA00110623 » « PA00110679 »                                              | Inscrit         | 20 novembre 1992                 | Château de Nacqueville (façades, toitures et parc) |
| Manoir de Dur-Écu et pigeonnier | La Hague                                                    |                      | 49° 40′ 36″ nord, 1° 45′ 22″ ouest | « PA00110624 »                                                             | Inscrit         | 30 décembre 1982                 | Manoir de Dur-Écu et pigeonnier |
| Église Saint-Germain | La Hague                                                    |                      | 49° 42′ 29″ nord, 1° 54′ 32″ ouest | « PA00110569 »                                                             | Inscrit         | 18 décembre 1981                 | Église Saint-Germain |
| Église Saint-Pierre | Le Ham                                                      |                      | 49° 27′ 01″ nord, 1° 25′ 00″ ouest | « PA00110426 »                                                             | Inscrit         | 9 juillet 1927                   | Église Saint-Pierre |
| Manoir | Héauville                                                   |                      | 49° 34′ 29″ nord, 1° 47′ 37″ ouest | « PA00110429 »                                                             | Inscrit         | 19 novembre 1976                 | Manoir |
| Ruines de la chapelle Saint-Michel | Lestre                                                      |                      | 49° 31′ 05″ nord, 1° 18′ 43″ ouest | « PA00110439 »                                                             | Classé          | 1862                             | Ruines de la chapelle Saint-Michel |
| Château de Tourville | Lestre                                                      |                      | 49° 31′ 07″ nord, 1° 19′ 45″ ouest | « PA50000053 »                                                             | Inscrit         | 13 septembre 2006                | Château de Tourville |
| Église Notre-Dame | Magneville                                                  |                      | 49° 26′ 45″ nord, 1° 32′ 49″ ouest | « PA00110443 »                                                             | Inscrit         | 19 décembre 1985                 | Église Notre-Dame |
| Église Notre-Dame | Martinvast                                                  |                      | 49° 35′ 38″ nord, 1° 39′ 56″ ouest | « PA00110449 »                                                             | Classé          | 4 avril 1906                     | Église Notre-Dame |
| Château de Beaurepaire | Martinvast                                                  |                      | 49° 35′ 22″ nord, 1° 39′ 31″ ouest | « PA00110448 »                                                             | Inscrit         | 27 avril 1976                    | Château de Beaurepaire |
| Domaine de Beaurepaire : bâtiments, obélisque, moulin à vent, murs d'enceinte, parc | Martinvast                                                  |                      | 49° 35′ 26″ nord, 1° 39′ 30″ ouest | « PA00110448 » « PA00110680 »                                              | Inscrit         | 28 décembre 1992                 | Domaine de Beaurepaire : bâtiments, obélisque, moulin à vent, murs d'enceinte, parc |
| Menhir de la Grande Pierre | Maupertus-sur-Mer                                           |                      | 49° 39′ 18″ nord, 1° 29′ 21″ ouest | « PA00110451 »                                                             | Classé          | 1887                             | Menhir de la Grande Pierre |
| Manoir de Maupertus | Maupertus-sur-Mer                                           |                      | 49° 39′ 31″ nord, 1° 28′ 59″ ouest | « PA00110450 »                                                             | Inscrit         | 30 mai 1978                      | Manoir de Maupertus |
| Manoir de Barville | Le Mesnil-au-Val                                            |                      | 49° 35′ 56″ nord, 1° 31′ 33″ ouest | « PA00110452 »                                                             | Classé          | 10 février 1987                  | Manoir de Barville |
| Autel des druides | Les Moitiers-d'Allonne                                      |                      | 49° 24′ 39″ nord, 1° 44′ 44″ ouest | « PA00110454 »                                                             | Classé          | 8 janvier 1906                   | Autel des druides |
| Église Saint-Martin et enclos paroissial | Montaigu-la-Brisette                                        |                      | 49° 33′ 47″ nord, 1° 24′ 31″ ouest | « PA00110455 »                                                             | Inscrit         | 23 janvier 1970                  | Église Saint-Martin et enclos paroissial |
| Statue de Jeanne d'Arc | Montebourg                                                  |                      | 49° 29′ 20″ nord, 1° 23′ 07″ ouest | « PA50000054 »                                                             | Inscrit         | 18 août 2006                     | Statue de Jeanne d'Arc |
| Église Saint-Jacques | Montebourg                                                  |                      | 49° 29′ 17″ nord, 1° 22′ 44″ ouest | « PA00110459 »                                                             | Inscrit         | 18 mai 1925                      | Église Saint-Jacques |
| Église Notre-Dame | Montfarville                                                |                      | 49° 39′ 16″ nord, 1° 16′ 11″ ouest | « PA00132898 »                                                             | Inscrit         | 21 décembre 1994                 | Église Notre-Dame |
| Église Notre-Dame | Morsalines                                                  |                      | 49° 34′ 21″ nord, 1° 18′ 39″ ouest | « PA00132689 »                                                             | Inscrit         | 25 janvier 1994                  | Église Notre-Dame |
| Moulin | Négreville                                                  |                      | 49° 29′ 35″ nord, 1° 32′ 59″ ouest | « PA00110524 »                                                             | Inscrit         | 27 mai 1975                      | Moulin |
| Château du Pont-Rilly | Négreville                                                  |                      | 49° 30′ 48″ nord, 1° 32′ 29″ ouest | « PA00110523 »                                                             | Inscrit         | 26 juillet 1985                  | Château du Pont-Rilly |
| Château de Grandval | Neuville-au-Plain                                           |                      | 49° 25′ 48″ nord, 1° 19′ 50″ ouest | « PA00125301 »                                                             | Inscrit         | 6 septembre 1993                 | Château de Grandval |
| Église | Néville-sur-Mer                                             |                      | 49° 41′ 32″ nord, 1° 20′ 20″ ouest | « PA00110525 »                                                             | Inscrit         | 7 mars 1975                      | Église |
| Manoir de Herclat | Néville-sur-Mer                                             |                      | 49° 41′ 00″ nord, 1° 20′ 20″ ouest | « PA00110526 »                                                             | Inscrit         | 18 février 1975                  | Manoir de Herclat |
| Église Notre-Dame | Orglandes                                                   |                      | 49° 25′ 19″ nord, 1° 27′ 00″ ouest | « PA00110530 »                                                             | Inscrit         | 18 octobre 1971                  | Église Notre-Dame |
| Clocher de l'église Sainte-Pétronille | La Pernelle                                                 |                      | 49° 37′ 09″ nord, 1° 17′ 55″ ouest | « PA00110534 »                                                             | Inscrit         | 5 mai 1975                       | Clocher de l'église Sainte-Pétronille |
| Ancien poste de garde, actuelle mairie | La Pernelle                                                 |                      | 49° 37′ 08″ nord, 1° 17′ 53″ ouest | « PA00110536 »                                                             | Inscrit         | 5 mai 1975                       | Ancien poste de garde, actuelle mairie |
| Manoir d'Ourville | La Pernelle                                                 |                      | 49° 36′ 51″ nord, 1° 19′ 21″ ouest | « PA00110535 »                                                             | Inscrit         | 3 juillet 1975                   | Manoir d'Ourville |
| Chapelle du Bon Sauveur | Picauville                                                  |                      | 49° 22′ 39″ nord, 1° 25′ 42″ ouest | « PA50000043 »                                                             | Inscrit         | 3 mars 2006                      | Chapelle du Bon Sauveur |
| Église Saint-Candide | Picauville                                                  |                      | 49° 22′ 45″ nord, 1° 24′ 02″ ouest | « PA00110537 »                                                             | Classé          | 10 février 1961                  | Église Saint-Candide |
| Château de l'Isle-Marie | Picauville                                                  |                      | 49° 22′ 05″ nord, 1° 21′ 34″ ouest | « PA50000020 »                                                             | Inscrit         | 13 septembre 2001                | Château de l'Isle-Marie |
| Manoir de Saint-Marcouf | Pierreville                                                 |                      | 49° 28′ 21″ nord, 1° 46′ 18″ ouest | « PA00110539 »                                                             | Inscrit         | 6 mars 1964                      | Manoir de Saint-Marcouf |
| Église Notre-Dame | Portbail                                                    |                      | 49° 20′ 06″ nord, 1° 42′ 00″ ouest | « PA00110549 »                                                             | Classé          | 10 juillet 1968                  | Église Notre-Dame |
| Vestiges du baptistère | Portbail                                                    |                      | 49° 20′ 08″ nord, 1° 41′ 58″ ouest | « PA00110547 »                                                             | Classé          | 1er juillet 1958                 | Vestiges du baptistère |
| Cheminée Renaissance du manoir du Dick | Portbail                                                    |                      | 49° 22′ 06″ nord, 1° 40′ 00″ ouest | « PA00110548 »                                                             | Inscrit         | 10 novembre 1928                 | Image manquante Téléverser |
| Église Saint-Vigor | Quettehou                                                   |                      | 49° 35′ 32″ nord, 1° 18′ 37″ ouest | « PA00110552 »                                                             | Classé          | 11 octobre 1971                  | Église Saint-Vigor |
| Église Notre-Dame | Quinéville                                                  |                      | 49° 30′ 43″ nord, 1° 17′ 49″ ouest | « PA00110554 »                                                             | Inscrit         | 9 juillet 1927                   | Église Notre-Dame |
| Grande cheminée | Quinéville                                                  |                      | 49° 30′ 38″ nord, 1° 17′ 53″ ouest | « PA50000018 »                                                             | Classé          | 1862                             | Grande cheminée |
| Manoir de Garnetot | Rauville-la-Place                                           |                      | 49° 22′ 52″ nord, 1° 30′ 28″ ouest | « PA00110555 »                                                             | Inscrit         | 5 décembre 1979                  | Image manquante Téléverser |
| Ancienne redoute | Ravenoville                                                 |                      | 49° 28′ 52″ nord, 1° 15′ 13″ ouest | « PA00110672 »                                                             | Inscrit         | 14 septembre 1992                | Ancienne redoute |
| Manoir de la Cour | Reigneville-Bocage                                          |                      | 49° 24′ 26″ nord, 1° 28′ 29″ ouest | « PA00135511 »                                                             | Inscrit         | 2 octobre 1995                   | Manoir de la Cour |
| Église Saint-Martin | Réville                                                     |                      | 49° 37′ 09″ nord, 1° 15′ 32″ ouest | « PA00110559 »                                                             | Classé          | 29 janvier 1923                  | Église Saint-Martin |
| Ancienne redoute | Réville                                                     |                      | 49° 36′ 22″ nord, 1° 13′ 46″ ouest | « PA00110673 »                                                             | Inscrit         | 6 juillet 1992                   | Ancienne redoute |
| Château | Réville                                                     |                      | 49° 37′ 07″ nord, 1° 15′ 37″ ouest | « PA50000004 »                                                             | Inscrit         | 5 septembre 1997                 | Château |
| Chapelle Saint-Éloi | Réville                                                     |                      | 49° 37′ 20″ nord, 1° 15′ 43″ ouest | « PA50000003 »                                                             | Inscrit         | 23 octobre 1997                  | Chapelle Saint-Éloi |
| Manoir de la Crasvillerie | Réville                                                     |                      | 49° 38′ 16″ nord, 1° 15′ 25″ ouest | « PA50000092 »                                                             | Inscrit         | 7 octobre 2019                   | Manoir de la Crasvillerie |
| Allée couverte de la Petite Roche | Rocheville                                                  |                      | 49° 29′ 37″ nord, 1° 35′ 34″ ouest | « PA00110560 »                                                             | Classé          | 12 février 1906                  | Allée couverte de la Petite Roche |
| Manoir de Cléville | Le Rozel                                                    |                      | 49° 29′ 01″ nord, 1° 49′ 06″ ouest | « PA00110561 »                                                             | Inscrit         | 18 octobre 1979                  | Image manquante Téléverser |
| Château du Rozel | Le Rozel                                                    |                      | 49° 29′ 24″ nord, 1° 49′ 40″ ouest | « PA50000037 »                                                             | Inscrit         | 14 septembre 2005                | Château du Rozel |
| Site paléolithique du Rozel ou site paléolithique du Pou | Le Rozel                                                    |                      | 49° 28′ 20″ nord, 1° 50′ 26″ ouest | « PA50000105 »                                                             | Inscrit         | 5 avril 2023                     | Site paléolithique du Rozelou site paléolithique du Pou |
| Manoir de la Barguignerie : logis du XVIe, façades et toitures de l'aile est et des communs | Saint-Christophe-du-Foc                                     |                      | 49° 33′ 20″ nord, 1° 44′ 28″ ouest | « PA00132690 »                                                             | Inscrit         | 3 octobre 1994                   | Manoir de la Barguignerie : logis du XVIe, façades et toitures de l'aile est et des communs |
| Château de la Brisette | Saint-Germain-de-Tournebut                                  |                      | 49° 32′ 18″ nord, 1° 24′ 34″ ouest | « PA00110568 »                                                             | Inscrit         | 16 avril 1975                    | Château de la Brisette |
| Église Saint-Germain | Saint-Germain-le-Gaillard                                   |                      | 49° 29′ 10″ nord, 1° 46′ 55″ ouest | « PA00110570 »                                                             | Classé          | 1er août 1966                    | Église Saint-Germain |
| Manoir du But et son moulin | Saint-Germain-le-Gaillard                                   |                      | 49° 30′ 09″ nord, 1° 47′ 57″ ouest | « PA00110571 »                                                             | Inscrit         | 18 octobre 1983                  | Manoir du But et son moulin |
| Manoir de Gonneville : façades et toitures, cheminées, pigeonnier | Saint-Jacques-de-Néhou                                      |                      | 49° 26′ 15″ nord, 1° 38′ 27″ ouest | « PA00110576 »                                                             | Inscrit         | 29 août 1977                     | Image manquante Téléverser |
| Manoir du Parc | Saint-Lô-d'Ourville                                         |                      | 49° 21′ 02″ nord, 1° 39′ 06″ ouest | « PA50000016 »                                                             | Inscrit         | 27 novembre 2000                 | Manoir du Parc |
| Crypte de l'église Saint-Marcouf | Saint-Marcouf                                               |                      | 49° 28′ 23″ nord, 1° 17′ 21″ ouest | « PA00110589 »                                                             | Classé          | 21 mai 1906                      | Crypte de l'église Saint-Marcouf |
| Église Saint-Marcouf | Saint-Marcouf                                               |                      | 49° 28′ 23″ nord, 1° 17′ 21″ ouest | « PA00110589 »                                                             | Inscrit         | 22 novembre 2007                 | Église Saint-Marcouf |
| Fortifications des îles Saint-Marcouf | Saint-Marcouf                                               |                      | 49° 29′ 45″ nord, 1° 09′ 00″ ouest | « PA50000084 »                                                             | Inscrit Classé  | 21 décembre 2015 25 janvier 2017 | Fortifications des îles Saint-Marcouf |
| Manoir de la Cour : façades et toitures | Saint-Martin-le-Hébert                                      |                      | 49° 30′ 32″ nord, 1° 36′ 42″ ouest | « PA00110592 »                                                             | Classé          | 6 septembre 1954                 | Manoir de la Cour : façades et toitures |
| Manoir de la Cour : intérieurs, cour d'honneur, douves et ponts, jardin, avenues | Saint-Martin-le-Hébert                                      |                      | 49° 30′ 32″ nord, 1° 36′ 42″ ouest | « PA00110592 »                                                             | Inscrit         | 30 avril 1993                    | Manoir de la Cour : intérieurs, cour d'honneur, douves et ponts, jardin, avenues |
| Château | Saint-Pierre-Église                                         |                      | 49° 40′ 05″ nord, 1° 24′ 40″ ouest | « PA00110598 »                                                             | Inscrit         | 6 janvier 1930                   | Château |
| Château : portail d'entrée, pavillons d'entrée, cour d'honneur, parterres | Saint-Pierre-Église                                         |                      | 49° 40′ 05″ nord, 1° 24′ 40″ ouest | « PA00110598 »                                                             | Inscrit         | 28 septembre 1970                | Château : portail d'entrée, pavillons d'entrée, cour d'honneur, parterres |
| Abbaye : église | Saint-Sauveur-le-Vicomte                                    |                      | 49° 22′ 57″ nord, 1° 31′ 33″ ouest | « PA00110602 »                                                             | Classé          | 1840                             | Abbaye : église |
| Abbaye : maison mère et la Gloriette | Saint-Sauveur-le-Vicomte                                    |                      | 49° 22′ 56″ nord, 1° 31′ 33″ ouest | « PA00110602 »                                                             | Inscrit         | 29 novembre 1945                 | Abbaye : maison mère et la Gloriette |
| Château | Saint-Sauveur-le-Vicomte                                    |                      | 49° 23′ 11″ nord, 1° 31′ 41″ ouest | « PA00110603 »                                                             | Classé          | 1840                             | Château |
| Maison familiale de Jules Barbey d'Aurevilly | Saint-Sauveur-le-Vicomte                                    |                      | 49° 23′ 04″ nord, 1° 32′ 00″ ouest | « PA00110604 »                                                             | Inscrit         | 25 septembre 1985                | Maison familiale de Jules Barbey d'Aurevilly |
| Île de Tatihou : fort, ancienne chapelle, casernement de 1818, vestiges du mur de défense littoral et de l'enceinte gazonnée, maison du douanier, lazaret-muséum, autres bâtiments antérieurs à 1925, fort de l'îlet | Saint-Vaast-la-Hougue                                       |                      | 49° 35′ 21″ nord, 1° 14′ 40″ ouest | « PA00110608 »                                                             | Classé          | 10 avril 2008                    | Île de Tatihou : fort, ancienne chapelle, casernement de 1818, vestiges du mur de défense littoral et de l'enceinte gazonnée, maison du douanier, lazaret-muséum, autres bâtiments antérieurs à 1925, fort de l'îlet |
| Île de Tatihou : vestiges du mur de défense littoral et de l'enceinte, maison du douanier, lazaret, château de mer, ancien bâtiment de la pompe rotative, port                                                       | Saint-Vaast-la-Hougue                                       |                      | 49° 35′ 21″ nord, 1° 14′ 40″ ouest | « PA00110608 »                                                             | Inscrit         | 21 décembre 2007                 | Île de Tatihou : vestiges du mur de défense littoral et de l'enceinte, maison du douanier, lazaret, château de mer, ancien bâtiment de la pompe rotative, port                                                       |
| Tour de la Hougue | Saint-Vaast-la-Hougue                                       |                      | 49° 34′ 24″ nord, 1° 16′ 31″ ouest | « PA00110608 »                                                             | Classé          | 2 octobre 1929                   | Tour de la Hougue |
| Fort de la Hougue | Saint-Vaast-la-Hougue                                       |                      | 49° 34′ 28″ nord, 1° 16′ 28″ ouest | « PA50000085 »                                                             | Classé          | 20 novembre 2015                 | Fort de la Hougue |
| Chapelle des marins | Saint-Vaast-la-Hougue                                       |                      | 49° 35′ 05″ nord, 1° 15′ 45″ ouest | « PA00110607 »                                                             | Inscrit         | 18 novembre 1952                 | Chapelle des marins |
| Manoir d'Arville | Sainte-Geneviève                                            |                      | 49° 39′ 57″ nord, 1° 18′ 11″ ouest | « PA00110567 »                                                             | Inscrit         | 18 décembre 1981                 | Manoir d'Arville |
| Église Notre-Dame | Sainte-Marie-du-Mont                                        |                      | 49° 22′ 43″ nord, 1° 13′ 32″ ouest | « PA00110591 »                                                             | Classé          | 1840                             | Église Notre-Dame |
| Église Notre-Dame : sol de la place | Sainte-Marie-du-Mont                                        |                      | 49° 22′ 43″ nord, 1° 13′ 32″ ouest | « PA00110591 »                                                             | Classé          | 1948                             | Église Notre-Dame : sol de la place |
| Château de l'Islet | Sainte-Marie-du-Mont                                        |                      | 49° 22′ 41″ nord, 1° 13′ 24″ ouest | « PA00110590 »                                                             | Inscrit         | 8 février 1984                   | Château de l'Islet |
| Musée de l'Occupation | Sainte-Marie-du-Mont                                        | 36 place de l'Église | 49° 22′ 42″ nord, 1° 13′ 29″ ouest | « PA50000088 »                                                             | Inscrit         | 1er mars 2017                    | Musée de l'Occupation |
| Ancienne redoute d'Audouville | Sainte-Marie-du-Mont                                        |                      | 49° 25′ 41″ nord, 1° 11′ 28″ ouest | « PA00110674 »                                                             | Inscrit         | 23 juin 1992                     | Image manquante Téléverser |
| Église Notre-Dame-de-l'Assomption | Sainte-Mère-Église                                          |                      | 49° 24′ 31″ nord, 1° 18′ 59″ ouest | « PA00110593 »                                                             | Classé          | 1840                             | Église Notre-Dame-de-l'Assomption |
| Église Saint-Pierre-et-Saint-Paul | Sébeville                                                   |                      | 49° 23′ 08″ nord, 1° 17′ 25″ ouest | « PA00110387 »                                                             | Inscrit         | 14 octobre 1970                  | Église Saint-Pierre-et-Saint-Paul |
| Château (façades et toitures) | Sébeville                                                   |                      | 49° 23′ 12″ nord, 1° 17′ 24″ ouest | « PA00110386 »                                                             | Classé          | 31 juillet 1979                  | Château (façades et toitures) |
| Château (trois cheminées, façades et toitures de la partie ancienne avec arcades des communs) | Sébeville                                                   |                      | 49° 23′ 12″ nord, 1° 17′ 24″ ouest | « PA00110386 »                                                             | Inscrit         | 31 juillet 1979                  | Château (trois cheminées, façades et toitures de la partie ancienne avec arcades des communs) |
| Église Notre-Dame-de-l'Assomption | Sortosville                                                 |                      | 49° 28′ 49″ nord, 1° 26′ 00″ ouest | « PA00110613 »                                                             | Inscrit         | 1971                             | Église Notre-Dame-de-l'Assomption |
| Chapelle Sainte-Suzanne | Sottevast                                                   |                      | 49° 31′ 02″ nord, 1° 35′ 58″ ouest | « PA00110614 »                                                             | Inscrit         | 1973                             | Chapelle Sainte-Suzanne |
| Château : façades et toitures | Sotteville                                                  |                      | 49° 32′ 50″ nord, 1° 45′ 26″ ouest | « PA00110615 »                                                             | Inscrit         | 12 octobre 1964                  | Château : façades et toitures |
| Château : pavillon nord-est, ferme, parc et potager, avenues | Sotteville                                                  |                      | 49° 32′ 50″ nord, 1° 45′ 26″ ouest | « PA00110615 »                                                             | Inscrit         | 21 décembre 2000                 | Image manquante Téléverser |
| Château : cheminées, colombiers, boulangerie, communs | Sotteville                                                  |                      | 49° 32′ 50″ nord, 1° 45′ 26″ ouest | « PA00110615 »                                                             | Classé          | 13 février 2002                  | Château : cheminées, colombiers, boulangerie, communs |
| Château : corps du logis | Sotteville                                                  |                      | 49° 32′ 50″ nord, 1° 45′ 26″ ouest | « PA00110615 »                                                             | Inscrit         | 13 février 2002                  | Image manquante Téléverser |
| Chapelle Sainte-Ergoueffe | Surtainville                                                |                      | 49° 27′ 30″ nord, 1° 48′ 56″ ouest | « PA00125305 »                                                             | Inscrit         | 2 février 1993                   | Chapelle Sainte-Ergoueffe |
| Église Notre-Dame-de-l'Assomption | Tamerville                                                  |                      | 49° 31′ 59″ nord, 1° 27′ 08″ ouest | « PA00110616 »                                                             | Classé          | 19 mai 1906                      | Église Notre-Dame-de-l'Assomption |
| Domaine de Chiffrevast : château et bâtiments du parc sauf l'ancienne laiterie, cour d'honneur, douves, portes d'entrée, murs de clôture du potager, décor architectural du parc hors statues et vases inscrits      | Tamerville                                                  |                      | 49° 32′ 13″ nord, 1° 29′ 01″ ouest | « PA00125306 »                                                             | Classé          | 18 mars 1996                     | Image manquante Téléverser |
| Domaine de Chiffrevast : potager, parc | Tamerville                                                  |                      | 49° 32′ 13″ nord, 1° 29′ 01″ ouest | « PA00125306 »                                                             | Inscrit         | 26 octobre 1993                  | Image manquante Téléverser |
| Manoir de la Sainte-Yverie | Tamerville                                                  |                      | 49° 33′ 33″ nord, 1° 27′ 01″ ouest | « PA00110617 »                                                             | Inscrit         | 30 décembre 1986                 | Manoir de la Sainte-Yverie |
| Château de Tocqueville : façade orientale du XVIIIes. et toitures | Tocqueville                                                 |                      | 49° 40′ 01″ nord, 1° 19′ 45″ ouest | « PA00110618 »                                                             | Classé          | 17 août 1979                     | Château de Tocqueville : façade orientale du XVIIIes. et toitures |
| Château de Tocqueville : façades et toitures, escalier et chartrier, bibliothèque d'Alexis de Tocqueville, portail d'entrée, communs                                                                                 | Tocqueville                                                 |                      | 49° 40′ 01″ nord, 1° 19′ 45″ ouest | « PA00110618 »                                                             | Classé          | 17 décembre 1993                 | Château de Tocqueville : façades et toitures, escalier et chartrier, bibliothèque d'Alexis de Tocqueville, portail d'entrée, communs                                                                                 |
| Château de Tocqueville : reste de l'édifice, hall d'entrée, salons, ancienne chambre d'Alexis de Tocqueville | Tocqueville                                                 |                      | 49° 40′ 01″ nord, 1° 19′ 45″ ouest | « PA00110618 »                                                             | Inscrit         | 27 juin 1955                     | Château de Tocqueville : reste de l'édifice, hall d'entrée, salons, ancienne chambre d'Alexis de Tocqueville |
| Château de Tocqueville : reste de l'édifice, hall d'entrée, salons, ancienne chambre d'Alexis de Tocqueville | Tocqueville                                                 |                      | 49° 40′ 01″ nord, 1° 19′ 45″ ouest | « PA00110618 »                                                             | Inscrit         | 24 septembre 1965                | Château de Tocqueville : reste de l'édifice, hall d'entrée, salons, ancienne chambre d'Alexis de Tocqueville |
| Château de Tocqueville : parc | Tocqueville                                                 |                      | 49° 40′ 01″ nord, 1° 19′ 45″ ouest | « PA00110618 »                                                             | Inscrit         | 30 octobre 2000                  | Château de Tocqueville : parc |
| Église Saint-Martin | Tollevast                                                   |                      | 49° 34′ 29″ nord, 1° 37′ 42″ ouest | « PA00110619 »                                                             | Classé          | 24 février 1956                  | Église Saint-Martin |
| Manoir de Métot | Tréauville                                                  |                      | 49° 32′ 47″ nord, 1° 51′ 27″ ouest | « PA00110622 »                                                             | Inscrit         | 12 mai 1975                      | Image manquante Téléverser |
| Église Notre-Dame | Turqueville                                                 |                      | 49° 24′ 28″ nord, 1° 16′ 45″ ouest | « PA00110388 »                                                             | Classé          | 27 août 2010                     | Église Notre-Dame |
| Église Saint-Julien et la croix de pierre du cimetière | Urville                                                     |                      | 49° 27′ 08″ nord, 1° 26′ 27″ ouest | « PA50000005 »                                                             | Inscrit         | 28 octobre 1997                  | Église Saint-Julien et la croix de pierre du cimetière |
| Manoir d'Urville | Urville                                                     |                      | 49° 27′ 10″ nord, 1° 26′ 23″ ouest | « PA50000006 »                                                             | Inscrit         | 28 octobre 1997                  | Manoir d'Urville |
| Thermes antiques d'Alauna | Valognes                                                    |                      | 49° 30′ 26″ nord, 1° 27′ 19″ ouest | « PA00110633 »                                                             | Classé          | 1862                             | Thermes antiques d'Alauna |
| Hospice et chapelle (ancienne abbaye) | Valognes                                                    |                      | 49° 30′ 12″ nord, 1° 27′ 48″ ouest | « PA00110628 »                                                             | Inscrit         | 7 mai 1937                       | Hospice et chapelle (ancienne abbaye) |
| Église Saint-Malo | Valognes                                                    |                      | 49° 30′ 28″ nord, 1° 28′ 10″ ouest | « PA00110627 »                                                             | Classé          | 5 août 1920                      | Église Saint-Malo |
| Église Notre-Dame d'Alleaume | Valognes                                                    |                      | 49° 30′ 34″ nord, 1° 27′ 39″ ouest | « PA00125307 »                                                             | Inscrit         | 18 mars 1993                     | Église Notre-Dame d'Alleaume |
| Maison du Grand Quartier | Valognes                                                    |                      | 49° 30′ 22″ nord, 1° 28′ 14″ ouest | « PA00110632 »                                                             | Inscrit         | 17 juin 1975                     | Maison du Grand Quartier |
| Hôtel de Beaumont | Valognes                                                    |                      | 49° 30′ 20″ nord, 1° 28′ 13″ ouest | « PA00110629 »                                                             | Inscrit         | 4 novembre 1927                  | Hôtel de Beaumont |
| Hôtel de Beaumont (façades, toitures, escalier intérieur, salle à manger, salon, murs de soutènement du jardin et balustrade)                                                                                        | Valognes                                                    |                      | 49° 30′ 20″ nord, 1° 28′ 13″ ouest | « PA00110629 »                                                             | Classé          | 31 décembre 1979                 | Hôtel de Beaumont (façades, toitures, escalier intérieur, salle à manger, salon, murs de soutènement du jardin et balustrade)                                                                                        |
| Tourelle de l'ancien château (disparue) | Valognes                                                    |                      | à géolocaliser                     | « PA00110626 »                                                             | Inscrit         | 13 mai 1937                      | Tourelle de l'ancien château (disparue) |
| Hôtel de Grandval-Caligny | Valognes                                                    |                      | 49° 30′ 24″ nord, 1° 28′ 02″ ouest | « PA00110630 »                                                             | Inscrit         | 21 septembre 1982                | Hôtel de Grandval-Caligny |
| Hôtel de Blangy | Valognes                                                    |                      | 49° 30′ 42″ nord, 1° 28′ 09″ ouest | « PA00125308 »                                                             | Inscrit         | 6 septembre 1993                 | Hôtel de Blangy |
| Hôtel de Thieuville | Valognes                                                    |                      | 49° 30′ 25″ nord, 1° 28′ 09″ ouest | « PA00110631 »                                                             | Inscrit         | 2 mars 1979                      | Hôtel de Thieuville |
| Hôtel Anneville du Vast | Valognes                                                    |                      | 49° 30′ 30″ nord, 1° 27′ 55″ ouest | « PA50000076 »                                                             | Inscrit         | 5 septembre 2012                 | Hôtel Anneville du Vast |
| Hôtel de Carmesnil | Valognes                                                    |                      | 49° 30′ 22″ nord, 1° 28′ 31″ ouest | « PA50000077 »                                                             | Inscrit         | 14 novembre 2012                 | Image manquante Téléverser |
| Hôtel du Louvre | Valognes                                                    |                      | 49° 30′ 24″ nord, 1° 28′ 02″ ouest | « PA50000078 »                                                             | Inscrit         | 26 avril 2012                    | Hôtel du Louvre |
| Hôtel Dorléans | Valognes                                                    |                      | 49° 30′ 36″ nord, 1° 28′ 18″ ouest | « PA50000079 »                                                             | Inscrit         | 6 juin 2012                      | Hôtel Dorléans |
| Hôtel d'Eu ou hôtel de Camprond | Valognes                                                    |                      | 49° 30′ 45″ nord, 1° 28′ 07″ ouest | « PA50000080 »                                                             | Inscrit         | 26 septembre 2012                | Hôtel d'Eu ou hôtel de Camprond |
| Parc du château de la Germonière | Le Vast                                                     |                      | 49° 37′ 17″ nord, 1° 21′ 28″ ouest | « PA50000059 »                                                             | Inscrit         | 28 mars 2008                     | Parc du château de la Germonière |
| Parc du château de Pépinvast : sellerie, lavoir et terrasse avec ses murs de soutènement | Le Vicel                                                    |                      | 49° 37′ 33″ nord, 1° 20′ 05″ ouest | « PA00110677 »                                                             | Inscrit         | 20 novembre 1992                 | Parc du château de Pépinvast : sellerie, lavoir et terrasse avec ses murs de soutènement |
| Tumulus de la Butte | Vierville                                                   |                      | 49° 21′ 28″ nord, 1° 14′ 59″ ouest | « PA00110641 »                                                             | Classé          | 21 novembre 1974                 | Image manquante Téléverser |
| Château | Vierville                                                   |                      | 49° 21′ 31″ nord, 1° 14′ 45″ ouest | « PA50000007 »                                                             | Inscrit         | 24 novembre 1997                 | Château |
| Église Saint-Georges | Yvetot-Bocage                                               |                      | 49° 29′ 23″ nord, 1° 30′ 13″ ouest | « PA00110645 »                                                             | Classé          | 27 décembre 1973                 | Église Saint-Georges |
| Château de Servigny | Yvetot-Bocage                                               |                      | 49° 29′ 52″ nord, 1° 29′ 50″ ouest | « PA00110644 »                                                             | Inscrit         | 7 novembre 1979                  | Château de Servigny |